# Huig

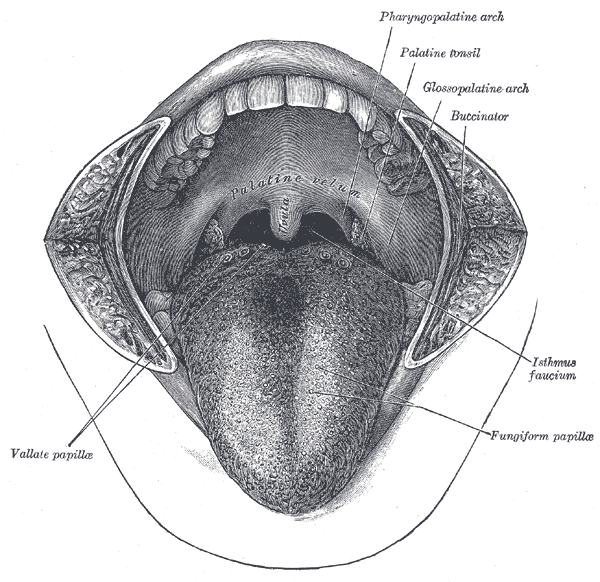
De uvula ofwel de huig en omliggende gebieden in de mond-keelholte (afbeelding uit Gray's Anatomy).

De huig, ook wel uvula genoemd, is in de menselijke mond de uitloper van het zachte gehemelte. Dit lichaamsdeeltje is gewoonlijk te zien als een aanhangsel in iemands wijd geopende mond.

## Bouw
De huig bestaat voornamelijk uit alveolaire klieren en een deel van de musculus uvulae (waarvan de rest in het zachte gehemelte ligt). Deze laatste spier kan zich samentrekken, waardoor de huig wat wordt verkort.
De huig kan bij verschillende mensen uiteenlopende groottes hebben.

## Functies
De huig speelt een zeer belangrijke rol bij het slikken. Doordat de musculus uvulae zo beweeglijk is, kan de huig de nasofarynx tijdens het slikken geheel afsluiten van het gebied eronder, de orofarynx. Hierdoor wordt ervoor gezorgd dat voedsel en drank rechtstreeks naar de keelholte gaan, in plaats van in de neusholte te belanden.
Verder is de huig betrokken bij de articulatie van een aantal spraakklanken, met name gutturalen en uvularen (zoals de huig-r).

## Afwijkingen
- Bij sommige mensen is de huig gespleten. Medisch gezien kan dit beschouwd worden als de minst ernstige vorm van een gespleten gehemelte. Als er geen bijkomende afwijkingen zijn, is het volstrekt onschadelijk en de meeste mensen weten dit van zichzelf niet eens. Mensen met een gespleten gehemelte hebben altijd ook een gespleten huig.
- Indien de huig de nasofarynx niet geheel kan afsluiten, wordt dit velofaryngeale disfunctie genoemd.
- Het aanraken van de huig leidt veelal tot braakneigingen. Dit vormt een van de grote problemen voor mensen die overwegen om een huigpiercing te laten zetten.
- Bij keelontsteking en ernstige allergische reacties kan ook de huig soms flink opzwellen en dan een glazig uiterlijk krijgen. Dit wordt ook wel uvulitis genoemd. Hoewel deze aandoening zelden gevaarlijk is en meestal niet langer dan een dag duurt, kan ze vervelende bijwerkingen (zoals een gevoel van verstikking) hebben. Een van de oorzaken van uvulitis kan dehydratie zijn, maar ook zaken als roken kunnen deze aandoening in de hand werken. Mogelijke remedies tegen uvulitis zijn gorgelen met zout water of een adrenaline-injectie.
- Aften kunnen zich overal in de mond vormen, dus ook op de huig.
- Bij snurkers wordt de huig weleens operatief ingekort, met wisselend resultaat, een ingreep die onder de uvulopalatofaryngoplastiek valt. In een heel enkel geval kan het nodig zijn de huig volledig te verwijderen (uvulectomie). In Ethiopië en Eritrea wordt de huig bij kinderen soms in zijn geheel verwijderd zonder enige concrete reden, maar vanwege de overtuiging dat er door de huig gevaar van verstikking zou bestaan.[1]

## Andere primaten
Behalve bij mensen is de huig aanwezig bij enkele andere primaten, zoals echte meerkatten, makaken, orang-oetans en bavianen, maar dan alleen in basale vorm. Uitsluitend bij mensen is het orgaantje sterk ontwikkeld.

## Afbeeldingen

Normaal
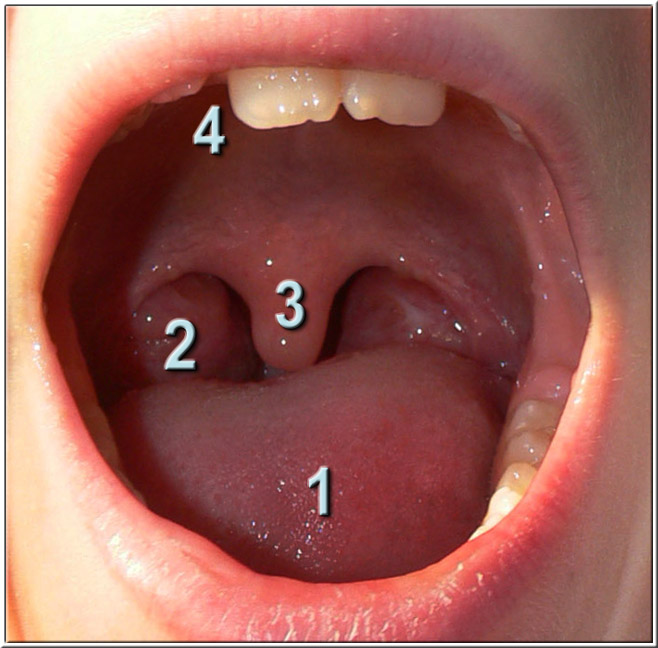
Mond-keelholte van een 8-jarige. 1. tong. 2. rechter keelamandel. 3. huig. 4. verhemelte.
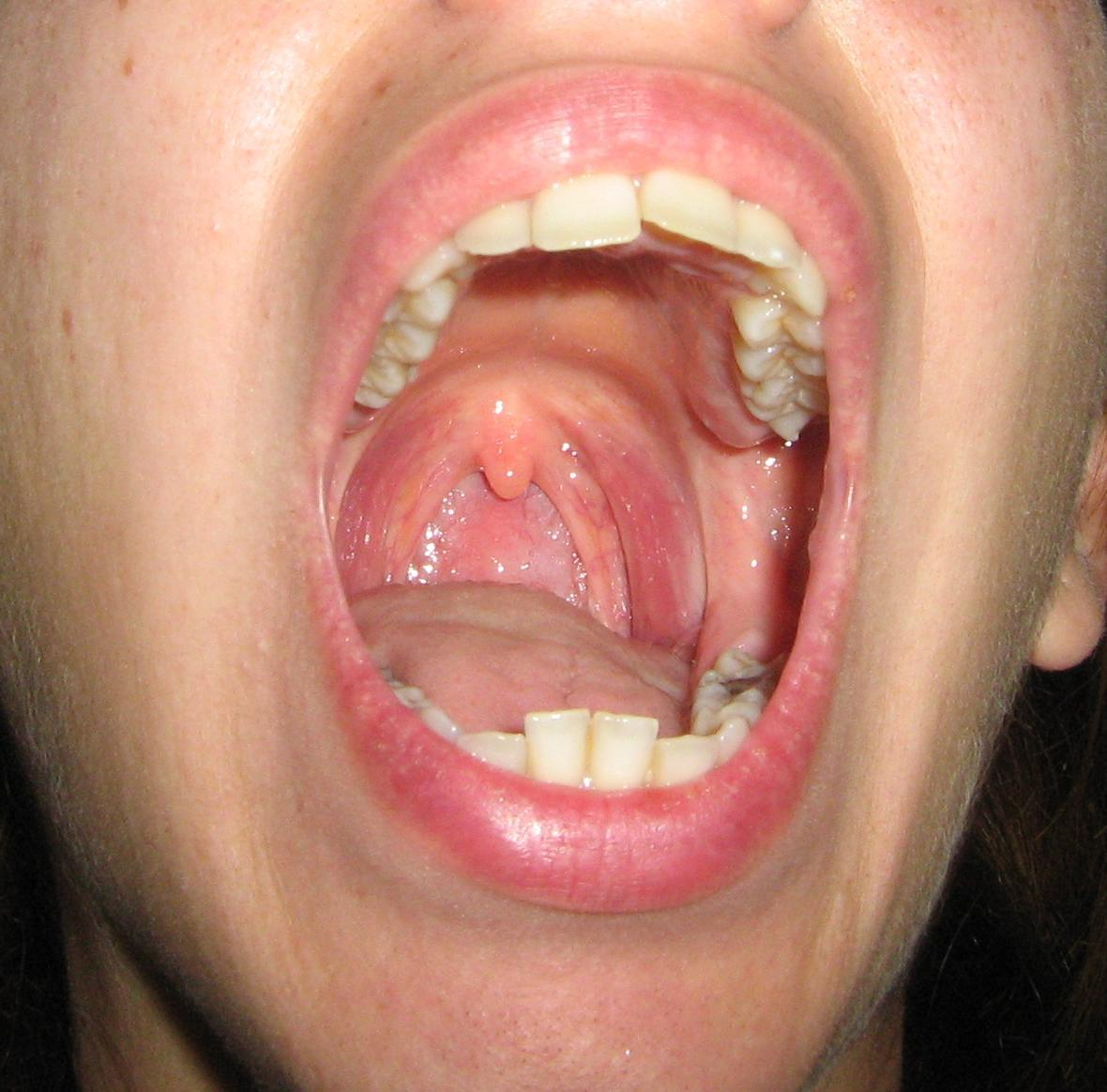
Huig en linker keelamandel zijn hier goed te zien.

Afwijkingen
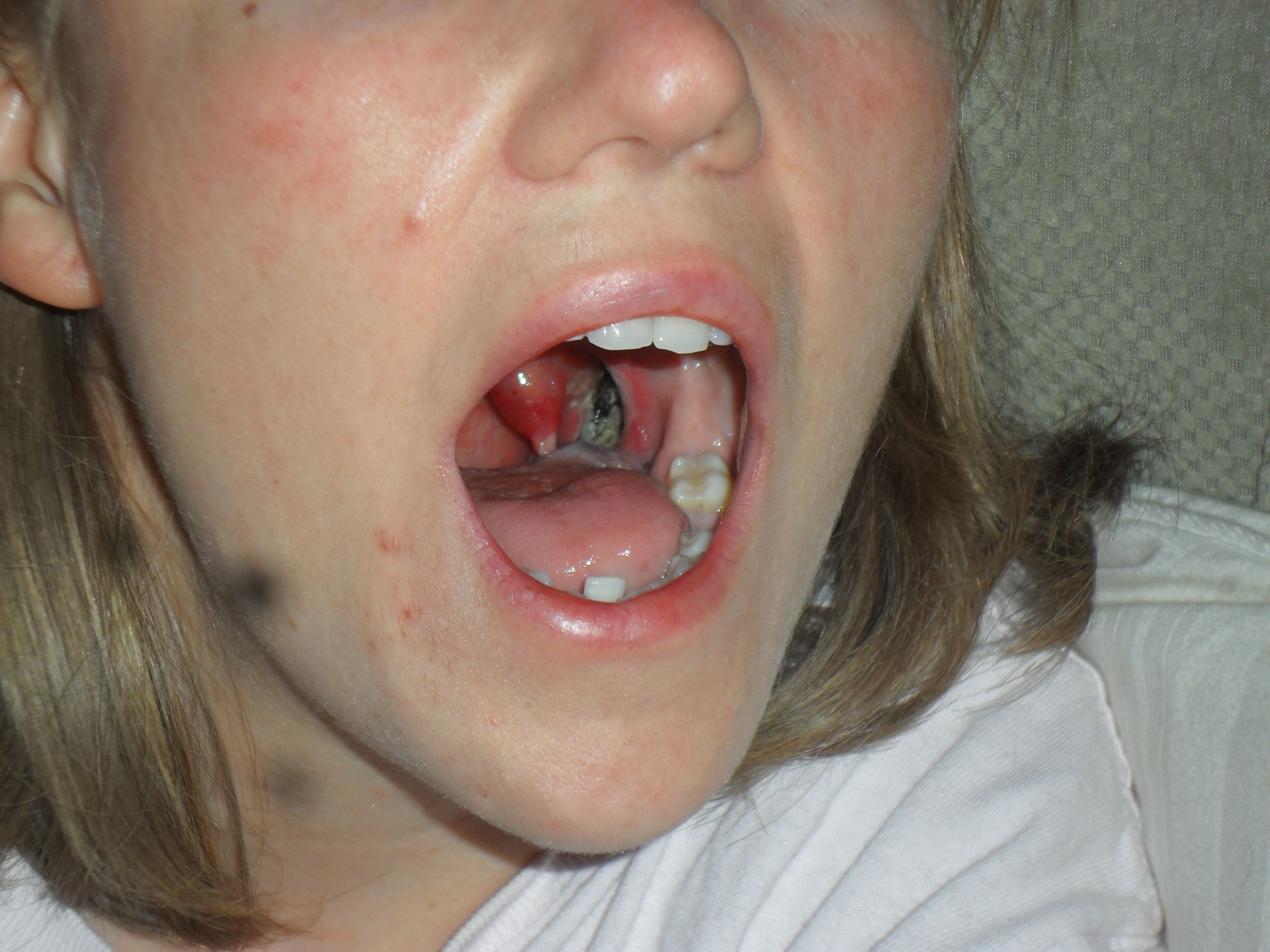
Ontsteking van de huig en omliggend gebied na tonsillectomie.
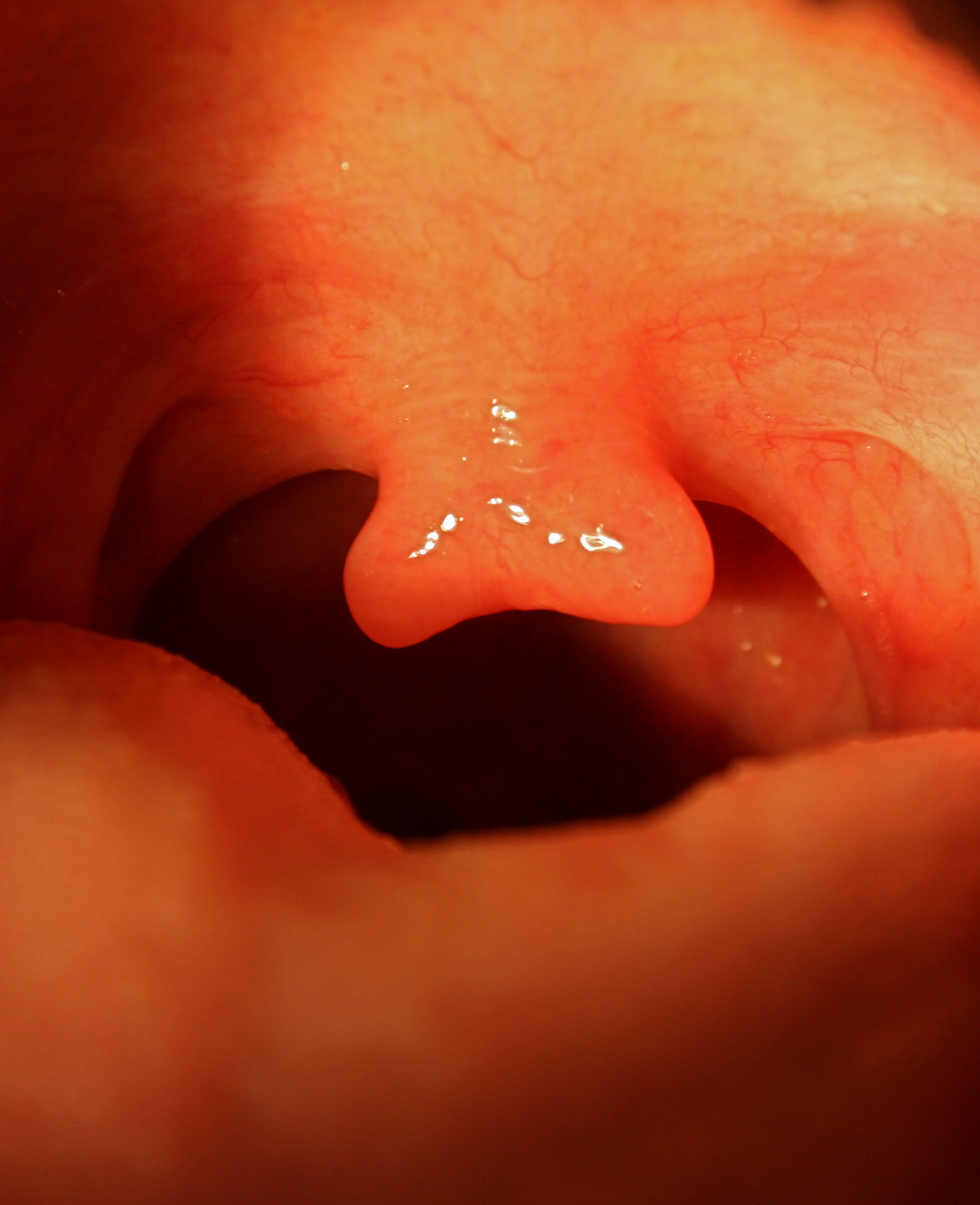
Gespleten huig (uvula bifida) bij een 24-jarige vrouw.